# Bob McDonald
Robert Alan McDonald (* 20. června 1953) je bývalý americký voják, podnikatel a politik. V letech 2014–2017 byl ministrem pro záležitosti veteránů ve vládě Baracka Obamy. Předtím vedl firmu Procter & Gamble.